# Jeremy Narby

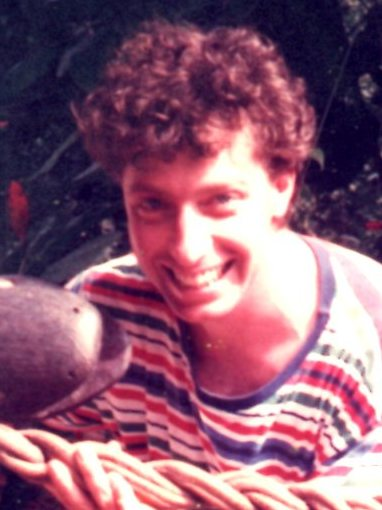
Jeremy Narby

Jeremy Narby (Montreal, Quebec, Canada, 1959) is een antropoloog en schrijver. Hij groeide op in Canada en Zwitserland, studeerde aan de universiteit van Canterbury en ontving zijn doctorsgraad antropologie aan de universiteit van Stanford.  
Narby bracht verschillende jaren door bij de Asháninka in het Peruviaans regenwoud in het Amazonegebied. Daar catalogiseerde hij hoe inheemse volkeren gebruik maakten van het regenwoud, om op die manier de ecologische vernieling te bestrijden. Narby schreef drie boeken en sponsorde ook een expeditie naar het regenwoud voor biologen en andere wetenschappers om de kennis van de Asháninka over het regenwoud te bestuderen. Sedert 1989 werkt Narby als projectleider voor het Amazonegebied in opdracht van het Zwitserse NGO "Nouvelle Planète". 
Narby's verblijf bij de indianen van het Amazonegebied bracht hem tot het inzicht dat het de westerse wetenschap aan twee levenswijsheden ontbreekt die bij de inheemse sjamanen al duizenden jaren bekend zijn:
1. Overal in de natuur is intelligentie volop aanwezig
2. Alle levensvormen zijn aan elkaar verwant: alle levende wezens zijn bewust en onderling verbonden in een wereld zonder onderscheid tussen mensen en natuur.

Enkele citaten uit een interview met Jeremy Narby in Odemagazine (zie externe link) lichten deze inzichten toe:
citaat: "De mensen van de Amazone geloven dat planten en dieren intelligentie bezitten. Toen ik een jonge student was, zag ik dit als bijgeloof. Mij was de opvatting bijgebracht dat mensen verheven waren boven de andere diersoorten. Nu komt de wetenschap erachter dat eencellige wezentjes correcte beslissingen kunnen nemen. Het mankeert in onze cultuur aan begrippen en woorden om hierover na te denken, maar in de inheemse culturen praat men al duizenden jaren over deze verwantschap."
citaat:"Nu ik Intelligence in Nature heb geschreven, weet ik elke keer als ik over een grasveld loop, dat de grassprieten impulsen doorgeven via een mechanisme dat lijkt op de stroomstootjes langs de zenuwcellen in mijn hersens,’ zegt Narby. ‘Als je eenmaal je blik zó kunt verplaatsen dat je in staat bent om je echt te vereenzelvigen met een grassprietje, dan gaat de wereld er anders uitzien. In feite wordt die boeiender en veiliger. Het is alsof je de hele tijd door familie omringd bent. Het is alsof je wakker wordt en ziet wat er werkelijk om je heen is."
Narby probeert de twee kennisbronnen, de westerse en die van de indianen uit het Amazonegebied aan elkaar te koppelen voor het te laat is. Hij stelt alles in het werk om de wereld ervan te overtuigen dat het regenwoud gered moet worden en dat de ecologische kennis van de indianen niet verloren mag gaan.

## Boeken
- The Cosmic Serpent: DNA and the Origins of Knowledge (1995) ISBN 0-87477-911-1
- Shamans Through Time: 500 Years on the Path to Knowledge (2001) Uitgegeven door Narby en Francis Huxley ISBN 1-58542-091-3
- Intelligence in Nature (2005) ISBN 1-58542-399-8